# Центр штата Риу-Гранди-ду-Норти (мезорегион)

Центр штата Риу-Гранди-ду-Норти на карте.

Центр штата Риу-Гранди-ду-Норти (порт. Mesorregião Central Potiguar) — административно-статистический мезорегион в Бразилии, входит в штат Риу-Гранди-ду-Норти. Население составляет 381 846 человек (на 2010 год). Площадь — 15 847,203 км². Плотность населения — 24,10 чел./км².

## Демография
Согласно сведениям, собранным в ходе переписи 2010 г. Национальным институтом географии и статистики (IBGE), население мезорегиона составляет:
| Полное население                            | Полное население                            | Полное население                            | Полное население                            | 381 846 |
| ------------------------------------------- | ------------------------------------------- | ------------------------------------------- | ------------------------------------------- | ------- |
| в том числе:                                | Городское население                         | 283 460                                     | Процент городского населения, %             | 74,23   |
|                                             | Сельское население                          | 98 386                                      | Процент сельского населения, %              | 25,77   |
|                                             | Мужское население                           | 188 362                                     | Процент мужского населения, %               | 49,33   |
|                                             | Женское население                           | 193 484                                     | Процент женского населения, %               | 50,67   |
| Плотность населения, чел/км²                | Плотность населения, чел/км²                | Плотность населения, чел/км²                | Плотность населения, чел/км²                | 24,10   |
| Население мезорегиона в % к населению штата | Население мезорегиона в % к населению штата | Население мезорегиона в % к населению штата | Население мезорегиона в % к населению штата | 12,05   |

## Статистика
- Валовой внутренний продукт на 2003 год составляет 1 778 331 819,00 реалов (данные: Бразильский институт географии и статистики).
- Валовой внутренний продукт на душу населения на 2003 год составляет 4885,98 реалов (данные: Бразильский институт географии и статистики).
- Индекс развития человеческого потенциала на 2000 год составляет 0,686 (данные: Программа развития ООН).

## Состав мезорегиона
В мезорегион входят следующие микрорегионы:
1. Серра-ди-Сантана
2. Анжикус
3. Макау
4. Серидо-Осидентал
5. Серидо-Орьентал